# Мусави, Мохаммад
Сейед Мохаммад Мусави Эраги (перс. سید محمد موسوی عراقی‎; 22 августа 1987) — иранский волейболист, центральный блокирующий. Призёр Всемирного Кубка чемпионов, чемпион Азии. Участник Олимпийских игр.

## Карьера
Профессиональную волейбольную карьеру Мусави начал в 2003 году, подписав контракт с командой из Ахваза. С 2006 году на протяжении пяти сезонов защищал цвета столичного «Пайкана», с которым выигрывал чемпионат Ирана, клубный чемпионат Азии, а в 2010 году завоевал бронзовые медали клубного чемпионата мира.
В национальной сборной дебютировал в 2007 году во время олимпийского квалификационного турнира, который иранцы завершили на шестой позиции и не смогли пробиться на Олимпийские игры. В 2009 году сборная Ирана стала вице-чемпионом Азии, уступив в финальном матче сборной Японии в четырёх сетах. Два следующих чемпионата завершились победами иранских волейболистов, а Мусави был бессменным игроком стартового состава. Несмотря на победы на континентальном уровне команда Ирана не смогла пробиться на Игры в Лондоне, уступив в мировом квалификационном турнире сербам и австралийцам.
В 2015 году на Кубке мира иранцы заняли только восьмое место, но Мохаммад Мусави вошел в символическую сборную турнира, став одним из двух лучших блокирующих турнира. Он ставил в среднем 0,8 блока за сет, лучше него на блоке играл только аргентинец Себастьян Соле, опередивший Мохаммада лишь на 0,01 блока за сет. Остальные волейболисты не смогли преодолеть отметку в 0,6 блока.
В 2016 году сборная Ирана впервые в истории прошла квалификацию на Олимпиаду. В Рио-де-Жанейро Мусави был игроком стартового состава иранцев и по итогами олимпийского турнира стал вторым по результативности игроком сборной, набрав 59 очков (34 в атаке, 23 на блоке и 2 — на подаче). Результативнее его играл только диагональный Шахрам Махмуди, набравший 73 очка. В 2017 году иранцы с Мусави в составе впервые в истории завоевали бронзовые медали Всемирного Кубка чемпионов.
По состоянию на 2018 году Мохаммад Мусави является десятикратным чемпионом Ирана (2007—2011 и 2015 с «Пайканом», 2013 с «Калех Мазандаран», 2014 с «Матин Варамин» и 2016, 2017 с «Сармайе Банк») и восьмикратным победителем клубного чемпионата Азии.